# Wilson Greatbatch
Wilson Greatbatch est un ingénieur et inventeur américain, né le 6 septembre 1919 à Buffalo et décédé dans cette même ville le 27 septembre 2011. Il a inventé le premier pacemaker totalement implantable, expérimenté pour la première fois de manière fructueuse sur un patient en 1960. Il détient par ailleurs plus de 325 brevets.
Il est entré au temple de la renommée des inventeurs en 1998.